# ギィ・フォワシィ
ギィ・フォワシィ（Guy Foissy, 1932年6月12日 - 2021年6月11日）はフランスの劇作家。1932年6月12日ダカール（セネガル）生まれ、2021年6月11日南フランスのカンヌにて死去。晩年まで現役の作家として新作を発表した。ブラックユーモアを中心に短編戯曲を１００以上執筆。作品は世界各国で上演され、日本では谷正雄氏が主宰した「ギィ・フォワシィ・シアター」（1977年～2014年）にて38年間にわたり多くの作品が上演された。妻は女優のシャンタル・ブィッソン。

## 略歴
1932年フランス人技師の息子として、西アフリカのセネガルに生まれる。1946 年にパリに定住するまで、幼少期を西アフリカで過ごす。
最初の戯曲は 1956年にユシェット座で上演され、酷評を受ける。転機は、出世作である戯曲『相寄る魂』（原題：Cœur à deux）が 1971 年にジャン＝ピエール・ミケル監督のコメディ・フランセーズで創作され認知され、以後フォワシィの戯曲は 35 か国以上で上演され、約 15 か国語に翻訳されている。
特に、日本では1977年に当時劇団NLTの団員であった谷正雄氏（ - 2014年没）が、彼の戯曲の上演に専念する「ギィ・フォワシィ・シアター」設立し、38年間で計86回公演と、「ギィ・フォワシィ・演劇コンクール」を主宰し、多くの翻訳、出版物が発行されるなど作家としての認知度が高い。
1969 年にORTFのクーデター・レ・ヌーボー・オートゥール賞、1978 年にコートリーヌ賞、 1979 年にブラック・ユーモア大賞、2001 年にSACDラジオ賞、2013 年に SACD 演劇賞を受賞。 2013年月芸術文学勲章アカデミック・パーム勲章を受勲。
2021年6月11日自宅のあった南仏カンヌにて他界。88歳。

## 作品
- サラカナ（1956年）
- われらが青春のマリアンヌ（1956年）
- 事件（1965年）
- 関節炎（1966年）
- 結婚広告（1966年）
- 壁の崩れるのを眺めて（1966年）
- ブラジルへの旅（1967年）
- 親父の説教（1971年）
- 相寄る魂（1971年）
- 動機（1971年）
- 血の特集号（1972年）
- 歩道で死んだ子供（1973年）
- ムッシュー・ニャカ（1974年）
- 石を狙え（1974年）
- ファンファーレを待ちながら（1975年）
- 雫（1977年）
- 救急車（1978年）
- 入江（1978年）
- かたつむり（1980年）
- シカゴ・ブルース（1983年）
- 脅迫（1985年）
- あそこ・・・（1986年）
- 爆弾ごっこ（1986年）
- 王様盛衰記（1986年）
- 橋の上の男（1986年）
- 自警団（1986年）
- 誘拐（1987年）
- ストレス解消センター行き（1988年）
- 大笑い（1989年）
- 晩さん会への招待（1990年）
- 湾岸から遠く離れて（1990年）
- チェロを弾く女（1991年）
- 詩人の墓（1994年）
- 失業保険受領会社（1995年）
- ロイヤルセレモニー行進曲（1999）
- パドゥー警視（2000年）
- 一幕物演劇10本（2001年）
- フライング・スパイ（2003年）
- 短編6本（2004年）
- 夫の墓地（2006年）
- 時代の精神（2006年）
- 証言（2007年）
- 醜さの魅力（2007年）
- 派遣の女（2008年）
- エミー/エマ（2009年）
- デモ隊（2012年）
- エリゼ・ビスマルクの長い生涯 （2013年）

### 主な翻訳者
- 梅田晴夫（相寄る魂、関節炎ほか）
- 利光哲夫（動機、サラカナ、事件ほか）
- 和田誠一（救急車、ファンファーレを待ちながら　ほか）
- 宮原庸太郎（ムッシュー・ニャカ、石を狙え、結婚広告　ほか）
- 岩瀬孝（関節炎、相寄る魂、血の結集号ほか）
- 佐藤実枝（雫、かたつむり、親父の説教　ほか）
- 山本邦彦（誘拐、王様盛衰記、橋の上の男　ほか）
- 中条忍（湾岸から遠く離れて、鬼火ほか）
- 佐藤康（派遣の女ほか）

## 日本における出版物
- ギィ・フォワシィ戯曲集　岩瀬孝・編　テアトロ社（1980年）
- チェロを弾く女　～ギィ・フォワシィ一幕劇集～　山本邦彦・訳　新水車（1992年）
- 王様盛衰記　～ギィ・フォワシィ一幕劇集Ⅱ～　山本邦彦・訳　新水車（1992年）
- 相寄る魂　～ギィ・フォワシィ一幕劇集～　明正社　（1977年）（2006年）
- ギィ・フォワシィ　フランス喜劇への招待　山本邦彦・著　新水社（2005年）